# Costantino Nigra
Lorenzo Annibale Costantino Nigra, I conte di Villa Castelnuovo, noto semplicemente come Costantino Nigra (Villa Castelnuovo, 11 giugno 1828 – Rapallo, 1º luglio 1907), è stato un nobile, filologo, poeta, massone, diplomatico e politico italiano.

## Biografia

### Infanzia e formazione
Nacque l'11 giugno del 1828 presso Villa Castelnuovo - oggi Castelnuovo Nigra in città metropolitana di Torino - da Ludovico Nigra e Anna Caterina Revello. Il padre lavorò come cerusico locale, fu soldato dell'armata di Napoleone Bonaparte e partecipò ai moti insurrezionali del 1821; la madre Anna Caterina era imparentata con Gian Bernardo De Rossi, un orientalista molto apprezzato a livello internazionale. Fu sempre molto legato ai suoi genitori e agli altri familiari, in particolar modo al fratello minore Michelangelo che a causa di uno spericolato gioco di Costantino perse un occhio in tenera età.
Compì i primi studi a Bairo e in seguito a Ivrea dove concluse il secondo ciclo scolastico. Nel 1845, grazie a una borsa di studio, si iscrisse alla facoltà di giurisprudenza dell'Università di Torino, nonostante il grande interesse per la poesia e la letteratura.
Nel corso degli studi universitari non nascose (1848) il sostegno al conflitto bellico del Piemonte con la potenza imperiale austriaca, tanto che decise di arruolarsi nel Corpo dei Bersaglieri studenti, come volontario. Partecipò alle battaglie di Peschiera del Garda, Santa Lucia e Rivoli, dove fu ferito a un braccio. Già l'anno seguente ritornò a combattere, assistendo alla sconfitta di Novara. Ripresi gli studi dopo la parentesi bellica, poté laurearsi in legge nell'università torinese.
Nigra portò all'attenzione degli italiani una nuova forma di poesia, l'epico-narrativa.

### Carriera politica

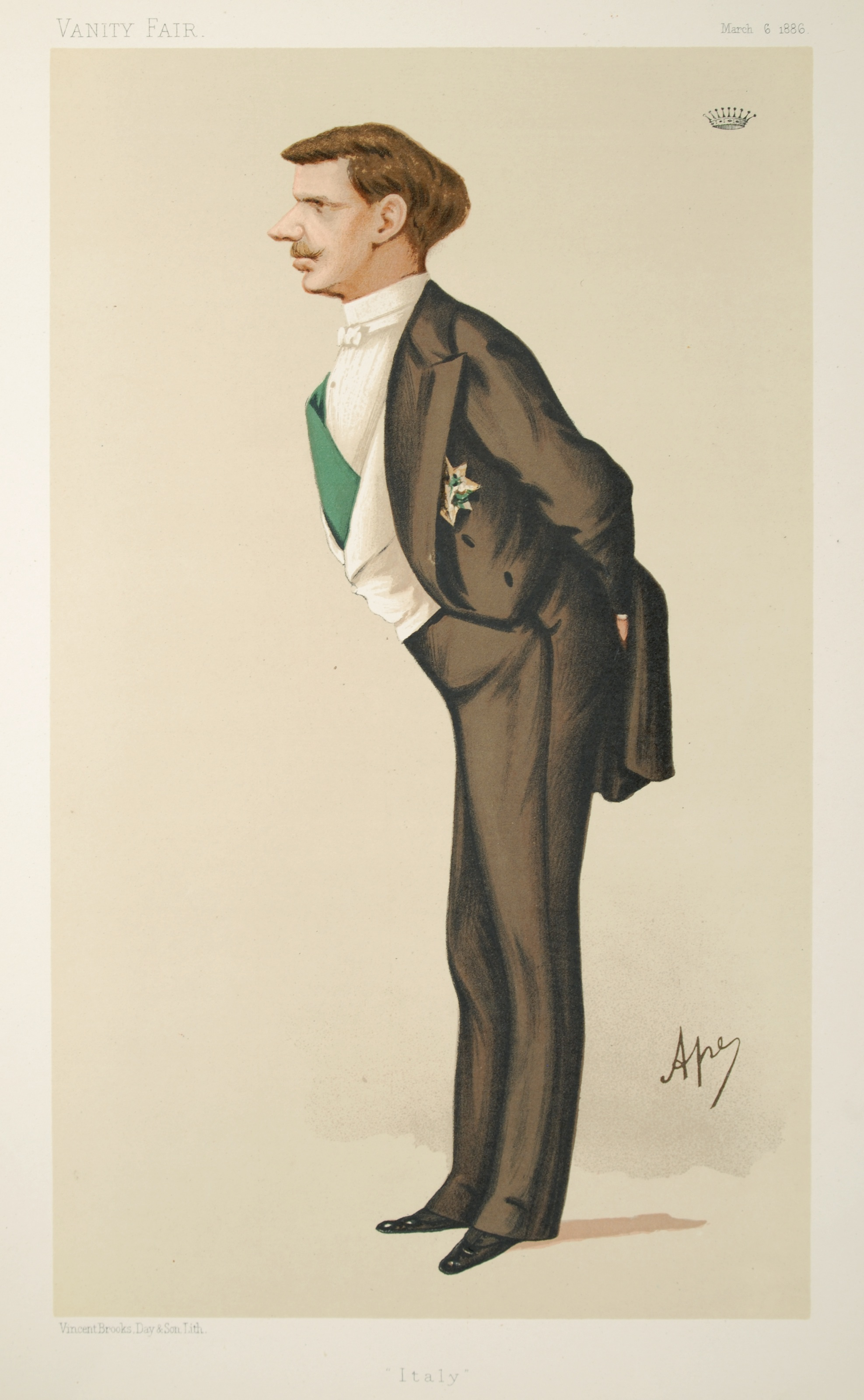
Carlo Pellegrini, Caricatura del Conte Nigra, 6 marzo 1886, Vanity Fair

Prestò servizio dal 1851 al Ministero degli Esteri venendo nominato segretario del presidente del Consiglio Massimo d'Azeglio e in seguito di Camillo Cavour, che accompagnò al Congresso di Parigi del 1856 come Capo di Gabinetto.
Due anni dopo, nel 1858, fu inviato in missione segreta a Parigi per concretizzare l'ipotesi di alleanza decisa a Plombières tra Napoleone III e Cavour e progettare la guerra tra il Regno di Sardegna e l'Impero austriaco. Svolse un ruolo determinante nella politica estera italiana per il completamento del processo di unificazione dell'Italia dopo la morte di Cavour avvenuta nel 1861. Divenne in seguito ambasciatore italiano a Parigi (1860), San Pietroburgo (1876), Londra (1882) e infine a Vienna (1885).
Durante il suo mandato a Parigi contribuì ai negoziati che portarono, grazie al consenso di Napoleone III, alla conclusione dell'Alleanza italo-prussiana del 1866.
Nel 1870, ambasciatore a Parigi, dopo la sconfitta di Napoleone III a Sedan, l'imperatore stesso venne fatto prigioniero. Egli rimase l'unico amico dell'imperatrice Eugenia de Montijo, nominata reggente. Poiché il popolo era insorto proclamando la Repubblica, Nigra l'aiutò a fuggire e a mettersi in salvo.
Diventato amico della contessa di Castiglione tramite Cavour, a Parigi ne fu poi l'amante.
Nel 1887 rifiutò la carica di Ministro degli Esteri, offertagli dal re Umberto I di Savoia.
Fu nominato conte nel 1882 e nel 1890 senatore del Regno d'Italia. Verrà inoltre insignito dell'Ordine Supremo della Santissima Annunziata.
Nigra collaborò con accademie italiane e francesi, oltre che con riviste filologiche italiane, francesi e tedesche.

### Massoneria
Esponente della massoneria, Nigra era stato regolarizzato presso la loggia Ausonia di Torino nel febbraio 1860. Venne eletto gran maestro del Grande Oriente d'Italia il 3 ottobre 1861 pochi mesi dopo la morte di Cavour, ma, nel novembre dell'anno successivo, rinunciò all'incarico. Fra le ragioni che possono aver spinto a lasciare la gran maestranza, vi è il fatto che Nigra rimaneva ambasciatore d'Italia in Francia in un momento in cui la massoneria italiana, repubblicana e garibaldina, aumentava la propria distanza dal Secondo Impero. Nella propria lettera di rinuncia, Nigra faceva comunque diplomaticamente cenno alla propria disponibilità a rappresentare il GOI presso il Grande Oriente di Francia (GODF). Ma vi era forse anche l'imbarazzo per un sincero monarchico cavouriano di guidare un'istituzione che negli anni sessanta sarebbe divenuta sempre più repubblicana.

### Al servizio di Cavour
Nigra svolse incarichi di estrema delicatezza per il presidente del consiglio Cavour: il suo Resoconto dell'amministrazione delle province napolitane, redatto nel 1861 appena proclamata l'Unità d'Italia, fu in seguito giudicato un "mirabile coraggioso scritto (...) che vale tant'oro" da Giustino Fortunato.
Molto tempo dopo la morte del Conte, Nigra fu protagonista di un caso piuttosto discusso, probabilmente di ossequio alla memoria del suo mentore: nel 1894 si rese autore della distruzione di un pacco di lettere, scritte di pugno da Cavour all'amante Bianca Ronzani, che il senatore aveva rinvenuto presso un collezionista viennese, disposto a cederle per la somma di mille lire e la nomina a cavaliere della corona d’Italia. Avuto il preventivo assenso alla concessione dell'onorificenza da parte di Umberto I, Nigra concluse la transazione e, alla presenza di testimoni, bruciò le 24 lettere che componevano l'epistolario cavouriano.
Il contenuto delle missive, ritenuto piccante e disdicevole, fu la motivazione ufficiale per quell'atto distruttivo del patrimonio storico, che avrebbe potuto chiarire gli ultimi mesi di vita del grande statista italiano. Il re Vittorio Emanuele vedeva in Nigra il fidato amico e collaboratore di Cavour, a lui sempre ostile, e solo dopo la morte di Vittorio Emanuele II, il successore Umberto I riconoscerà i meriti dell'opera svolta da Nigra a favore del Regno, concedendogli motu proprio il titolo di Conte, trasmissibile anche ai discendenti, e poi ancora insignendolo del Collare dell'Annunziata, massimo titolo d'ordine sabaudo che lo riconosceva Cugino del Re e infine nominandolo senatore del Regno.

### Ultimi anni e morte
Al termine della carriera diplomatica, Nigra si ritirò a Venezia acquistando uno splendido palazzo sul Canal Grande; ne comprò poi un altro a Roma, presso Trinità dei Monti. A fianco di Costantino in quest'ultimo periodo apparirà la figura di una nobile veneziana, la contessa Elisabetta Francesca Albrizzi.
Nigra morì nel 1907 a Villa Tigullio, dimora a lui riservata durante il suo soggiorno a Rapallo, quasi ottantenne. Il suo unico figlio, Ludovico Lionello, gli sopravvisse un solo anno.

## Omaggi
- L’Associazione Nazionale Diplomatici a riposo, costituita nel 2010, è intitolata a Costantino Nigra, considerato il primo diplomatico che si adoperò per l´Unita nazionale[6].

## Opere
- La rassegna di Novara del 1861, pubblicato nel 1875
- La gondola Veneziana (barcarola), 1863
- Le reliquie Celtiche, 1872
- Canti popolari del Piemonte, 1888
- La chioma di Berenice, elegia di Callimaco con testo in lingua latina di Catullo, 1891
- Inni di Callimaco su Diana e sui lavacri di Pallade (traduzione, recensione e commento da Callimaco), 1892
- Idillii, 1903
- Carteggio Cavour-Nigra, pubblicato postumo fra il 1926 e il 1929